# Ingrun Helgard Möckel
Ingrun Helgard Möckel (* 1941; † Oktober 1977 in Chaussin) war ein deutsches Fotomodell und Schönheitskönigin.

## Werdegang
Moeckel wanderte mit ihrer Mutter im Alter von 9 Jahren nach Neuseeland aus und kehrte Anfang 1959 nach Deutschland zurück.

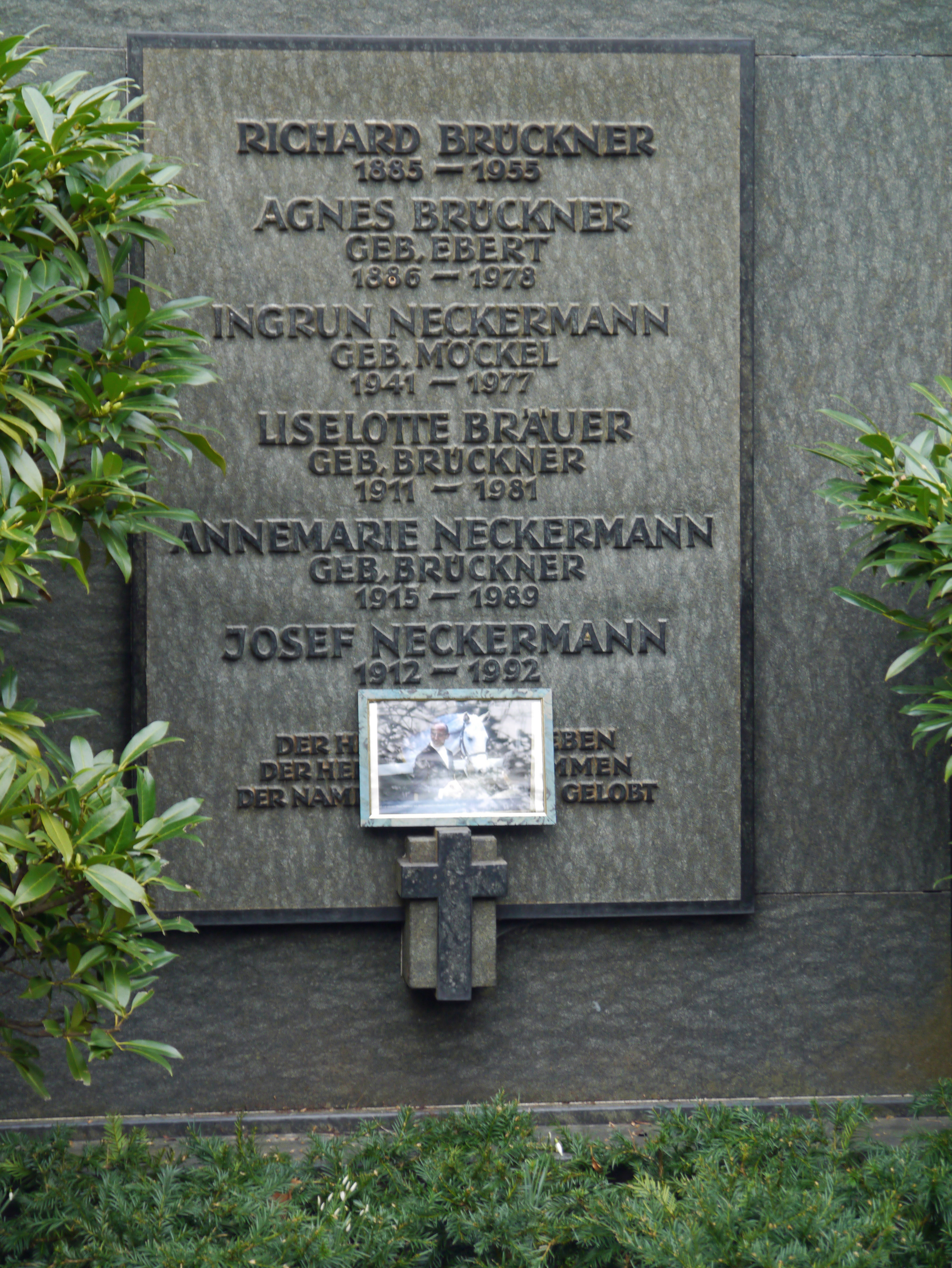
Grab von Ingrun Helgard Möckel auf dem Hauptfriedhof Frankfurt

Am 29. Mai 1960 wurde die 18-jährige Musikstudentin in Baden-Baden zur Miss Germany gekürt. Bei der Miss Universe 1960 erreichte sie am 9. Juli in Miami Beach (Florida, USA) das Halbfinale, bei der Miss World im gleichen Jahr am 10. November in London Platz 4. Am 6. Juni 1961 wurde sie in Beirut zur Miss Europe gewählt. Diese Erfolge ließen sie zu einem Star-Modell in der Agentur von Eileen Ford werden. Das Musikstudium hatte sie inzwischen aufgegeben.
Im April 1966 heiratete sie den Kaufmann Johannes Neckermann (* 1942), der in der Marketing-Abteilung des Neckermann Versandes tätig war, er war ein Sohn von Josef Neckermann. Das Ehepaar lebte seit 1967 in Frankfurt am Main.
Ingrun Neckermann starb im Oktober 1977 bei einem Autounfall. Sie hinterließ drei Kinder (* 1967, 1969 und 1975).